# آمباتو، اکوادور
آمباتو (نام کامل، San Juan de Ambato) شهرستانی واقع در مرکز رشته‌کوه آند در کشور اکوادور است. این شهرستان مرکز استان تونگوراهوا است و ۲۵۷۷ متر بالاتر از سطح دریا است. زمین‌لرزه بزرگی در ۵ اوت ۱۹۴۹ در آمباتو رخ‌داد.